# Valerius Maximus
Valerius Maximus (Kr. u. 1. század) ókori római szerző, fő műve az "Emlékezetre méltó tettek és mondások kilenc könyve" (Factorum ac dictorum memorabilium libri IX vagy rövidebben Facta et dicta memorabilia).

## Élete
Életéről csak annyit tudunk, amennyit művében magáról elárul. Utalásaiból kiderül, hogy szegény és műveletlen családból származott; felemelkedését és karrierjét Sextus Pompeiusnak köszönheti, akinek kíséretéhez tartozott mikor az Asia proconsula volt Kr. u. 27-ben. Pompeius köréhez tartozott Ovidius is. Maximus műve Kr. u. 28 és 32 között keletkezett.

## Műve
Könyve az ókori Rómában népszerű kompiláció – hasonló Marcus Terentius Varro, illetve idősebb Plinius műveihez. Maximus a maga művét 95 témakörre osztja, és ezekhez a témákhoz keres először hazai, majd külföldi példákat. Az általa felhozott témák rendkívül sokrétűek és a variatio elvét követve igyekszik fenntartani az érdeklődést. Célja sokrétű: mint az az előszóból kiderül, egyrészt a rétoriskolák számára akart példatárat adni, másfelől viszont szórakoztatásnak is szánta írásait.
Tiberius császár kortársaként szemléletmódja hasonló Velleius Paterculuséhoz: dicsőíti a stabilitást biztosító császárt, az általa felhozott példázatokban elítéli a korábbi római történelem forradalmi megmozdulásait és azok vezetőit. Művében egy helyen élesen kikel Tiberius megbukott minisztere Seianus ellen. Illeszkedve a principátus látszólagos köztársaság-restaurálásához, melyet olyan szerző is népszerűsített, mint Livius, illetve a későbbi Florus, Valerius Maximus felfogása szerint is a római történelem az elkorcsosulás irányába haladt az évek folyamán; a múlt nagyjaihoz hasonlót manapság már nehéz találni – de hála Tiberius gondoskodásának, lehetőség van saját korában az erények ápolására.
Forrásai közül elsősorban Cicerót, illetve Liviust kell kiemelnünk. Stílusa egyszerű, világos – viszont az általa felhozott példákat önkényesen alakítja mondandójának igazolására. Emiatt megbízhatósága helyenként kérdéses, tényei ellenőrzésre szorulnak. Elsőrendű a fontossága viszont amiatt, mivel sok, mára már elveszett szerzőtől idéz, valamint Tiberius kortársaként annak uralkodásának légkörét és egyes eseményeit segít megvilágítani.
Az ókorban és középkorban tankönyvként használták, emiatt számos kézirata ismert – idéz tőle Florus, Gellius, Lactantius és Orosius. Még a késő ókorban Liber de Praenominibus (Az előnevekről) címen egy tizedik könyvvel is kiegészítették. Középkori sikerét jelzik, hogy számos története bekerült a Gesta Romanorumba, illetve, hogy Simon de Hesdin V. Károly francia király számára fordította. Galeotto Marzio pedig Maximus nyomán írta meg művét Mátyás király tetteiről és mondásairól.

## Szakirodalom
- Sebestyén Károly: A római irodalom története – szemelvényekkel magyar írók latin műfordításaiból, Lampel Róbert (Wodianer F. és Fiai) Cs. és Kir. Udvari Könyvkereskedés Kiadása, 1902, 119. o.